# Dalibor Doder
Dalibor Doder (Malmö, 24 maggio 1979) è un pallamanista svedese di origine serba.

## Palmarès
- Giochi olimpici

Londra 2012: argento.